# Mychajlo Bojtschuk

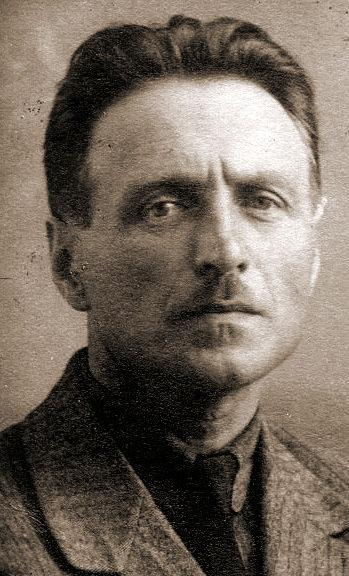
Mychajlo Bojtschuk

Mychajlo Lwowytsch Bojtschuk (ukrainisch Михайло Львович Бойчук, wiss. Transliteration Mychajlo Lʹvovyč Bojčuk; * 30. Oktober 1882 in Romaniwka, Galizien, Österreich-Ungarn; † 13. Juli 1937 in Kiew, Ukrainische SSR) war ein ukrainischer Künstler und Maler der „hingerichteten Wiedergeburt“. Er gilt als Begründer des Boychukismus.

## Leben
1898 studierte Bojtschuk bei Julian Pankewytsch (Юліан Іванович Панькевич, 1863–1933) in Lemberg, 1899 an Akademie der bildenden Künste Wien und im Anschluss bis 1905 an der Akademie der Künste in Krakau. Daraufhin studierte er an den Kunstakademien in München und Wien und stellte seine Arbeiten 1905 in Lwiw sowie 1905 und 1907 in München aus. Zwischen 1907 und 1910 lebte er in Paris. 
1909 gründete Bojtschuk in Paris eine Werkstatt für neobyzantinische Kunst, die zum Ausgangspunkt für die Entwicklung seines eigenen Stils und seiner Schule wurde. Dieser Stil, der sich zwischen den 1910er und 1930er Jahren entwickelte, wurde Boychukismus genannt und verband Elemente der byzantinischen Kunst, der italienischen Fresken der Vorrenaissance und der ukrainischen Volkskunst.
Nach einer Italienreise 1910/11, wo er die Werke der monumentalen Kunst studierte, arbeitete er als Restaurator für das Nationalmuseum in Lemberg. 1911 bereiste er Kiew, Sankt Petersburg, Moskau und Nowgorod.

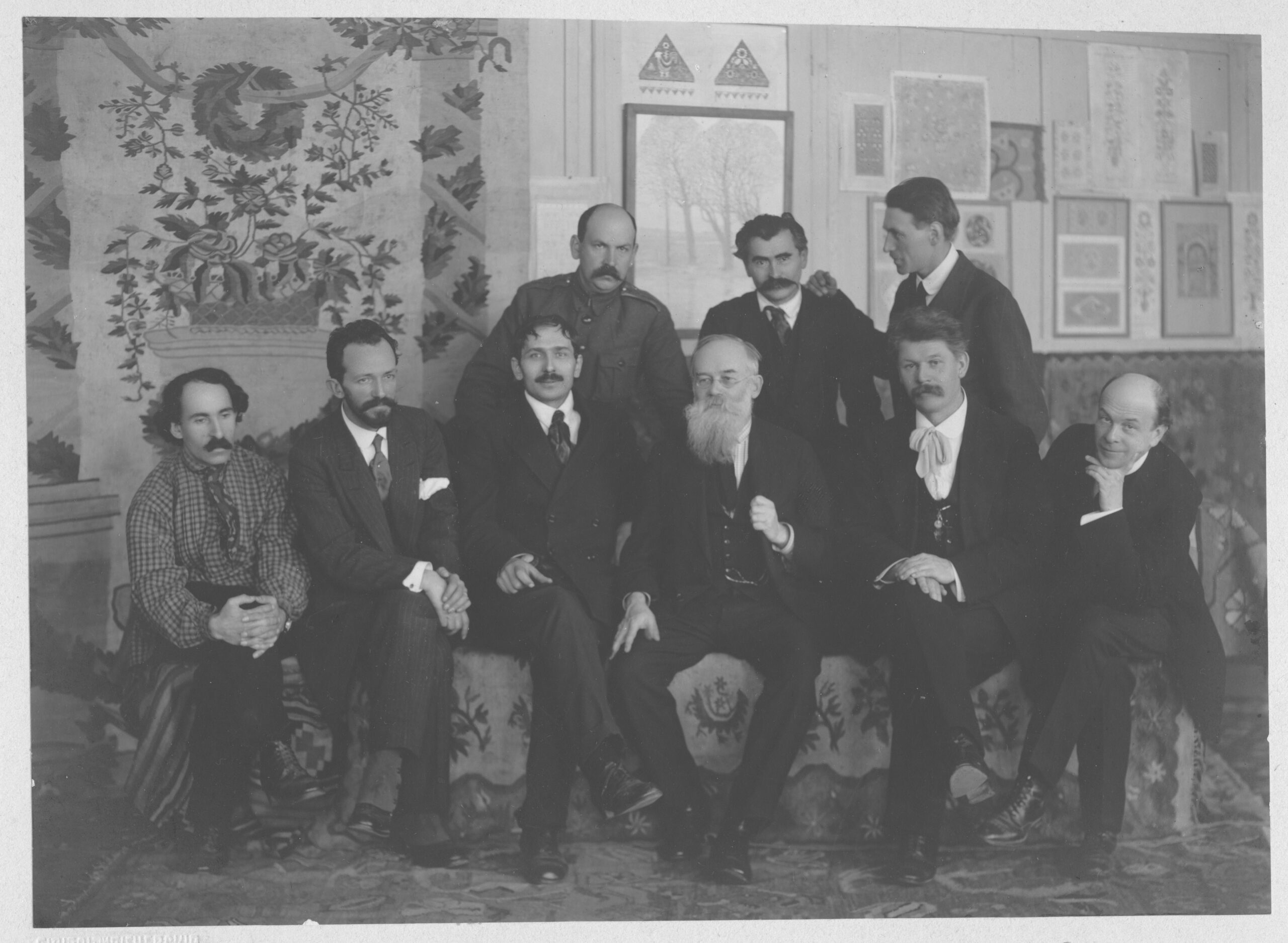
Gründer der Ukrainischen Staatlichen Akademie der Künste, 1917: Sitzend: Abram Manewytsch, Oleksandr Muraschko, Fedir Krytschewskyj, Mychajlo Hruschewskyj, Iwan Steschenko, Mykola Buratschek. Stehend: Heorhij Narbut, Wassyl Krytschewskyj, Mychajlo Bojtschuk.

Nach der Oktoberrevolution lebte er in Kiew und wurde Gründungsprofessor der ukrainischen Staatlichen Akademie der Künste, wo er Monumentalkunst lehrte und auch kurz deren Rektor war. In den 1920er Jahren war sein Monumentalstil von byzanthischer Sakralkunst und Fresken der italienischen Frührenaissance inspiriert.
Mychajlo Bojtschuk wurde am 25. November 1936 vom NKWD verhaftet, verhört, gefoltert und am 13. Juli 1937 in Kiew erschossen. Vier Monate später teilte seine Ehefrau Sofija Nalepynska-Bojtschuk sein Schicksal.

## Werksauswahl

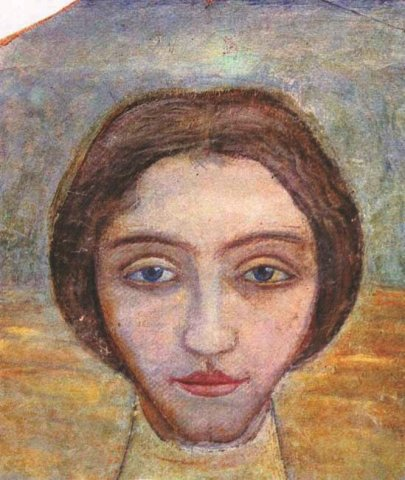
Frau, 1909
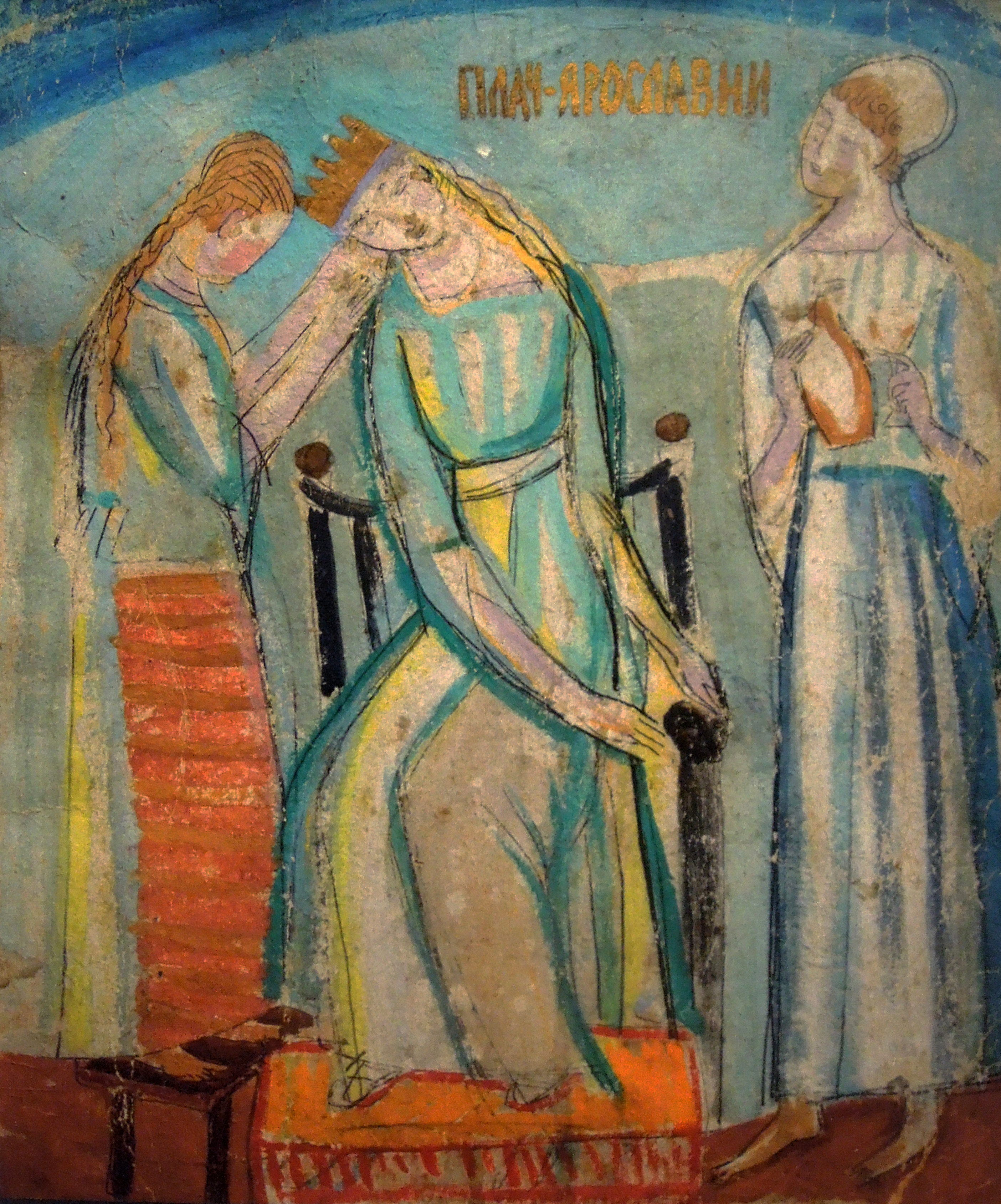
Weinen Jaroslawnas (aus Igorlied), 1910
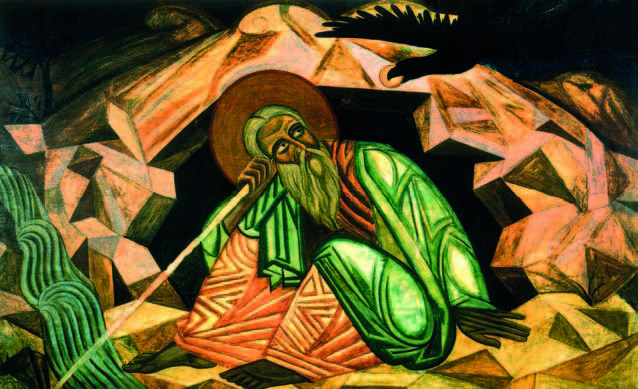
Elijah, 1913
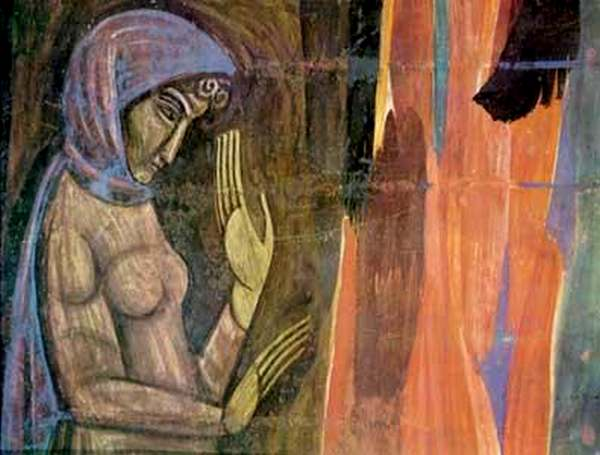
Mädchen, 1915